# Test Drive Le Mans
Test Drive Le Mans (Le Mans 24 Hours en Europa) es un videojuego para PlayStation, Game Boy Color , Dreamcast, PlayStation 2, y Microsoft Windows. Basado en la famosa carrera 24 horas de Le Mans de Francia, el jugador está invitado para correr famoso campeonato de le mans o participar en el modo arcade. El juego también presentó pistas como el Circuito de Suzuka, Donington Park y el Circuito de Catalunya, así como un sistema de tiempo y un sistema de noche.

## Jugabilidad
El juego presenta varios modos, como "24 horas de Le Mans", "Carrera rápida", "Campeonato" y "Competencia individual". Todos ellos difieren en reglas y características. El jugador tiene la opción de elegir entre muchos coches de carreras con licencia especial, cada uno de los cuales debe elegir el tipo motor, neumáticos, nivel de combustible y así sucesivamente. En diferentes superficies (secas o mojadas durante la lluvia), el automóvil se comporta de manera diferente, y para obtener el mejor agarre, debe elegir los neumáticos correctos. Dependiendo del nivel de combustible, el peso del automóvil cambia, lo que afecta su control y velocidad. Como resultado de todo esto, una vez cada pocas vueltas en la pista (hay muchas pistas reales disponibles), debe llamar a parada en boxes, donde puede reemplazar los neumáticos desgastados, así como restaurar el combustible, de lo contrario, el automóvil se detendrá y se contará la derrota. En la versión para Game Boy Color, debido a limitaciones técnicas, no hay modo multijugador.

## Recepción
Test Drive Le Mans and Le Mans 24 Hours recibieron críticas mixtas y positivas.
| Plataforma                       | GameRankings | Metacritic | GameFan | PC Gamer |
| -------------------------------- | ------------ | ---------- | ------- | -------- |
| Dreamcast                        | 89,50%       | 93 de 100  | N/D     | N/D      |
| PlayStation 2 (Version 24 Hours) | 75,56%       | 75 de 100  | N/D     | N/D      |
| Game Boy Color                   | 75,43%       | N/D        | N/D     | N/D      |
| PlayStation                      | 69,59%       | N/D        | N/D     | N/D      |
| PC (Version 24 Hours)            | 66,56%       | 60 de 100  | N/D     | 55%      |
| PC                               | 68,05%       | N/D        | 85%     | 53%      |

GameRankings le dio a la versión de Dreamcast un 89,50% y Metacritic un 93 de 100.
GameRankings a la versión de PlayStation 2 un 75,56% y Metacritic un 75 de 100.
Gamerankings a la versión de Game Boy Color un 75,43%.
Gamerankings a la versión de PlayStation 69,59%.
Gamerankings a la versión común de PC un 68,05% y a la versión Le Mans 24 hours un 66,56% y Metacritic a la versión Le mans 24 Hours un 60 de 100 .
Edge le dio a la versión de Dreamcast una puntuación de siete de diez, y GameFan dio la versión de PC un 85%.
Pc Gamer puntuo a la versión Le Mans 24 Hours con un 55% y a la versión común con un 53%.